# Ludovico Manin
Pour les articles homonymes, voir Manin (homonymie).
Lodovico Manin est le cent-vingtième et dernier doge de la république de Venise, né le 14 mai 1725 et mort le 24 octobre 1802 à Venise. Il gouverne du 9 mars 1789 au 12 mai 1797. L'invasion des armées françaises conduites par Bonaparte le force à abdiquer.

## Biographie

### La famille

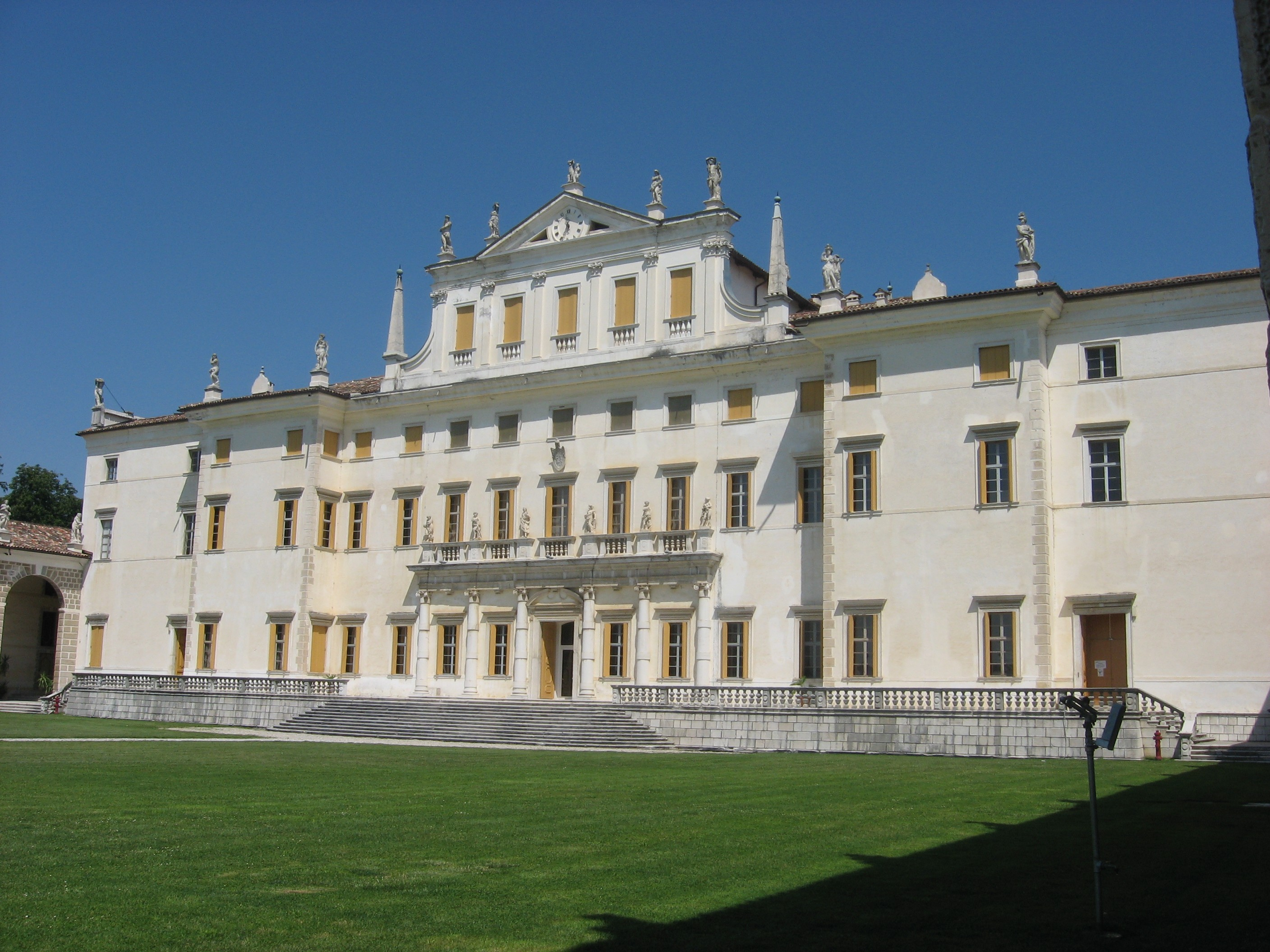
Villa Manin, à Passariano, où le traité de Campo-Formio a été signé.

La famille Manin, originaire d'Altinum, une ancienne ville romaine située sur la lagune, est présente à Venise depuis 1297. Elle semble avoir rejoint le Frioul, où elle obtient différents fiefs, en 1312. Les Manin acquièrent les propriétés de Passariano, près de Codroipo dans la province d'Udine, et de Maser, près de Cornuda dans la province de Trévise, connues aujourd'hui sous les noms de Villa Manin et Villa Barbaro. Elle devient l'une des familles nobles, inscrite au patriarcat de Venise en 1651, contre le paiement de 100 000 ducats.

### La vie
Lodovico Manin naît le 14 mai 1725 ; il est le fils, premier né d'une fratrie de cinq garçons, de Lodovico Alvise Manin et de Maria Basadonna, descendante d'un cardinal.
Il fréquente l'université de Bologne où il étudie le droit et est pensionnaire du collège des nobles de San Severio.
Il se consacre à la vie publique et est tout de suite réputé pour sa générosité, son honnêteté, sa gentillesse et surtout sa richesse. À vingt-six ans, il est élu capitaine de Vicence puis de Vérone (où il doit faire face à l'inondation de 1757) et enfin de Brescia. En 1764, il est nommé procurateur de Saint-Marc « de ultra ». En 1787, il est choisi pour honorer le pape Pie VI lors de son passage sur ses possessions vénitiennes, il est nommé chevalier et se voit récompensé par l'attribution de nombreux privilèges spirituels par celui-ci.
Il épouse Elisabetta Grimani, élevée dans un monastère de Trévise, de santé fragile depuis son enfance mais dotée de 45 000 ducats.

### Élection
La plupart des doges élus appartenaient à des familles vénitiennes beaucoup plus anciennes, choisies dans les « Vieilles Maisons » ou dans les « Nouvelles Maisons », les premières disant descendre des familles qui avaient élu le premier doge. À la mort du doge Paolo Renier en février 1789 cependant, le nom de Lodovico Manin est aussitôt l'un des plus plébiscités, avant tout parce qu'il est l'un des hommes les plus riches de la République et que cela rassure les patriciens à un moment où la République manque d'argent. À Venise en effet, le doge doit pourvoir sur ses propres subsides à de nombreuses charges publiques.
Conscient de son incapacité à endosser la dignité de doge, il cherche, dès qu'il a connaissance de sa position de favori, à s'en défendre : il commence par objecter que sa famille est de noblesse trop récente puis se présente en larmes à l'assemblée électorale, les conjurant de ne pas le choisir. Il est de fait élu dès le premier tour avec vingt-huit voix sur quarante et une mais au milieu de l'allégresse générale une rumeur court cependant : « I ga fato doxe un furlan, la republica xe morta ! » (Ils ont fait doge un Frioulan, la République est morte !). Le procès-verbal de son élection est encore conservé à la bibliothèque du palais Giustinian, dans le quartier des Zattere à Venise. Lorsque le résultat de l'élection lui est communiqué, il se sent mal au point de devoir s'aliter. Sa femme, timide comme lui, ne veut pas participer à la cérémonie d'investiture.
Les fêtes solennelles de son élection sont l'objet de somptuaires dépenses : dans l'habituel tour de place, lors duquel il est de tradition que le doge nouvellement élu lance des pièces d'argent aux Vénitiens, Lodovico Manin lance des pièces d'or, celles en argent étant lancées par les personnes de son cortège, lequel, selon la volonté du nouveau doge, avance le plus lentement possible pour lui permettre de lancer encore plus de pièces. La dépense totale engagée pour les festivités ne sont supportées que pour un quart par la République, la majeure partie restant à la charge du doge. Les réjouissances qui se déroulent dans toute la région trouvent leur point culminant à Trévise avec des feux d'artifice.

### Le dogat
Déjà à la date de l'élection de Lodovico Manin, la situation de Venise est tendue, les tenants de la remise en cause du système de la République devenant de plus en plus nombreux. Lors des années qui suivent, Venise cherche à rester neutre alors que se prépare la guerre entre l'Autriche et la Prusse, d'une part, et la France révolutionnaire de l'autre.
Le 30 août 1792, Elisabetta meurt à Trévise ; ses funérailles se déroulent dans la basilique Saint-Marc. Le doge pense alors à abdiquer mais cela lui est refusé. Il cherche alors à améliorer le fonctionnement des institutions, s'assurant que tous les titulaires de charges publiques remplissent scrupuleusement leurs devoirs et prônant une réforme de la magistrature désormais désuète ; il écrit dans ses mémoires :

« Dès les débuts de la prise en charge de ma dignité, j'ai eu l'occasion de constater que notre gouvernement ne pourrait pas subsister, étant donné la carence de sujets capables, ceux-ci se retirant parce que se sentant abandonnés et ceux restants pensant plus à leurs intérêts privés qu'au bien public. »

### L'abdication (1797)

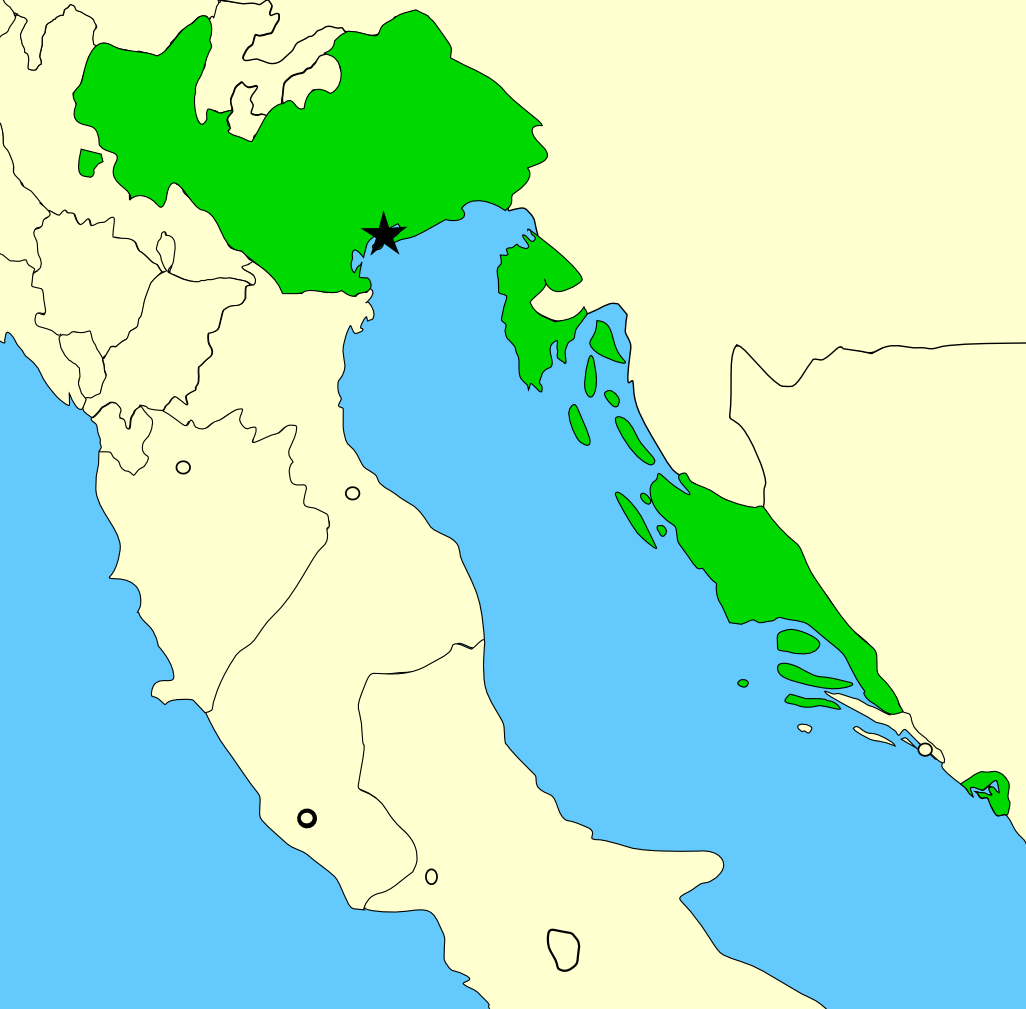
Territoires de la république de Venise en 1796.

Un chroniqueur le décrit ainsi : 

« Il avait les sourcils broussailleux, les yeux bruns et ternes, un gros nez aquilin, la lèvre supérieure proéminente, l'allure lasse, légèrement voûté. On lisait sur son visage le tourment intérieur qui guidait chacune de ses actions. »

Pour un article plus général, voir Chute de la république de Venise.
Le 30 avril 1797, alors que déjà les troupes françaises sont parvenues sur les rives de la lagune et cherchent à pénétrer dans Venise, il prononce la phrase célèbre : « Cette nuit nous ne serons pas en sécurité, même au fond de notre lit. » À la séance du Grand Conseil, alors que doit se décider la suite à donner aux prétentions de la France, il se présente pâle et la voix tremblante : Napoléon Bonaparte exige la création d'un régime démocratique en remplacement de l'oligarchie en place, le déploiement d'une armée de 4 000 soldats français à Venise, marquant pour la première fois depuis sa fondation la présence de troupes étrangères sur son sol, la reddition des capitaines vénitiens qui ont combattu l'armée française sur la terraferma. Le 8 mai, le doge se déclare prêt à déposer les emblèmes ducaux entre les mains des conquérants, invitant dans le même temps tous les magistrats à faire de même. L'un de ses conseillers, Francesco Pesaro, l'aurait au contraire incité à fuir à Zara, possession vénitienne en Dalmatie encore fidèle et sûre. Le 12 mai, se tient la dernière réunion du Grand Conseil au cours de laquelle les requêtes de Bonaparte sont acceptées, y compris le départ des troupes vénitiennes pour ne pas créer d'incident lors de l'entrée des militaires français dans la ville. Le 15, le doge abandonne le palais des Doges pour se retirer dans son palais familial et les Français entrent dans Venise.

### La fin

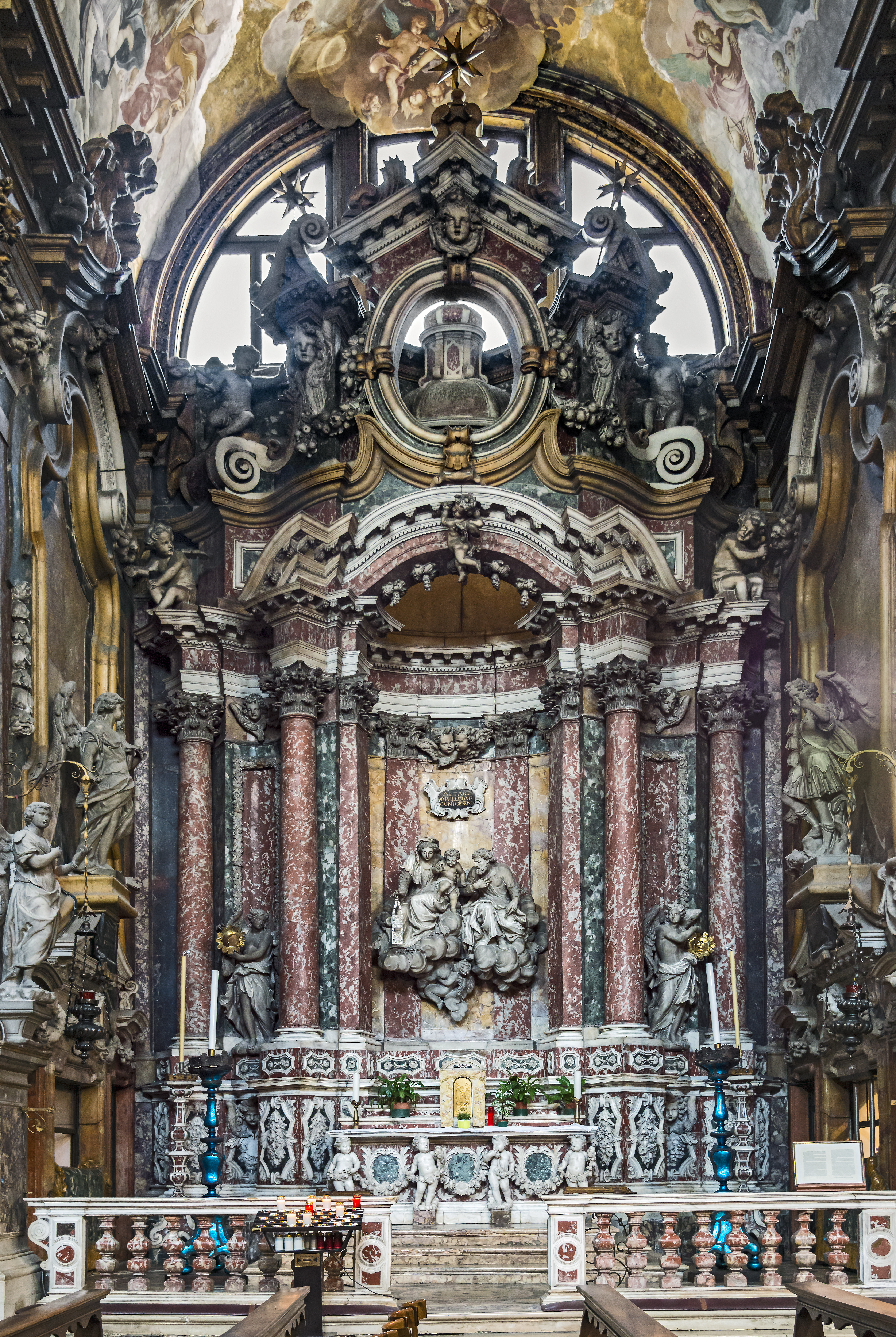
La chapelle Manin et la tombe du doge.

Après son abdication, Lodovico Manin refuse de devenir le chef de la municipalité provisoire et cesse tout vie publique tandis qu'à Venise, sous l'autorité de la nouvelle municipalité, les emblèmes ducaux sont brûlés sur la place Saint-Marc ainsi que le « Livre d'or », le registre des familles patriciennes qui avaient jusqu'alors constitué l'oligarchie. Lodovico Manin souhaite finir ses jours dans un monastère mais cela lui est refusé.
Il meurt d'hydropisie et de congestion pulmonaire le 24 octobre 1802 dans sa maison. Ses dispositions testamentaires prévoient des funérailles discrètes, le don de 110 000 ducats au profit des aliénés, des enfants abandonnés et des filles sans dot. Il est enterré dans l'église Santa Maria di Nazareth à Venise dans la chapelle de la famille Manin où repose déjà son épouse.
Daniele Medina, le filleul de son frère, né dans une famille juive et devenu après son baptême Daniele Manin, sera l'un des acteurs du Risorgimento et le chef de la république de Saint-Marc.
Son autobiographie, rédigée dans un style terne, nous est parvenue.

## Publication
- (it) Lodovico Manin, Memorie del dogado, préface et notes d'Attilio Sarfatti, Venise, 1886.